# Квантовий інваріант
У математичній теорії вузлів квантовий інваріант вузла або зачеплення — лінійна сума кольорового многочлена Джонса перебудовних подань доповнення вузла.

## Список інваріантів
- Інваріант скінченного типу[en]
- Інваріант Концевича[en]
- Інваріант Кашаєва[en]
- Інваріант Черна — Саймонса[en]
- Інваріантний диференціальний оператор[en][4]
- Інваріант Розанського — Віттена
- Інваріант вузла Васильєва
- Інваріант Дена[en]
- Інваріант LMO[5]
- Інваріант Тураєва — Віро
- Інваріант Дейкграафа — Віттена[6]
- Інваріант Решетіхіна — Тураєва[en]
- Тау-інваріант
- J-інваріант Кляйна
- Квантово-ізотопічний інваріант[7]
- Інваріант Єрмакова — Льюїса[en]
- Ермітів інваріант
- Теорія інваріантів скінченного типу Гусарова — Габіро
- Лінійний квантовий інваріант (інваріант ортогональної функції)
- ТКТП[en] Муракамі — Оцукі
- Узагальнений інваріант Кассона[en]
- Інваріант Кассона — Вокера[en]
- Інваріант Хованова — Розанського
- Многочлен HOMFLY
- Інваріанти К-теорії
- Ета-інваріант Атії — Патоді — Зінгера[en]
- Інваріант зачеплення[1]
- Інваріант Кассона
- Інваріанти Зайберга — Віттена[en]
- Інваріант Громова — Віттена[en]
- Інваріант вузла Арфа[en]
- Інваріант Гопфа[en]